# Celtic Challenge 2024-2025
 (février 2025).
Navigation
2024 2026
Le Celtic Challenge 2024-2025 est la troisième édition de la compétition féminine internationale de rugby à XV opposant des franchises de trois des nations celtiques : l'Écosse, l'Irlande et le pays de Galles.

## Format
Les six équipes sont réunies dans une poule unique où elles s'affrontent toutes en matchs aller-retour, soit dix journées de compétition. Il n'y pas de phase finale.
Les équipes irlandaises ne sont pas assignées à un seul stade et jouent dans plusieurs villes, soit à cause des contraintes de disponibilités des enceintes sportives où se joue aussi l'United Rugby Championship, soit en vue d'en faire la promotion (matchs en lever de rideau).[réf. nécessaire]
Hormis les Glasgow Warriors, toutes les équipes ont conservé leur entraineur.
| Équipe           | Nation         | Entraineur                  | Ville               | Stade                                        | Capacité            |
| ---------------- | -------------- | --------------------------- | ------------------- | -------------------------------------------- | ------------------- |
| Brython Thunder  | Pays de Galles | Ashley Beck (en)            | Llanelli            | Parc y Scarlets                              | 14 870              |
| Clovers          | Irlande        | Denis Fogarty               | Belfast Cork Dublin | Kingspan Stadium Musgrave Park UCD Bowl (en) | 18 000 8 008 3 000  |
| Édimbourg Rugby  | Écosse         | Claire Cruikshank           | Édimbourg           | Hive Stadium                                 | 7 800               |
| Glasgow Warriors | Écosse         | Lindsey Smith               | Glasgow             | Scotstoun Stadium                            | 9 708               |
| Gwalia Lightning | Pays de Galles | Catrina Nicholas-McLaughlin | Ystrad Mynach       | Ystrad Fawr                                  | 200                 |
| Wolfhounds       | Irlande        | Neil Alcorn                 | Belfast Cork Dublin | Kingspan Stadium Musgrave Park Energia Park  | 18 196 6 000 12 500 |

## Résultats et classement

### Classement
| Rang | Club             | J  | V | N | D | Bo | Bd | Pm  | Pe  | Diff | Pts |
| ---- | ---------------- | -- | - | - | - | -- | -- | --- | --- | ---- | --- |
| 1    | Wolfhounds       | 10 | 9 | 0 | 1 | 8  | 0  | 462 | 125 | +337 | 44  |
| 2    | Clovers          | 10 | 8 | 1 | 1 | 8  | 0  | 415 | 146 | +269 | 42  |
| 3    | Gwalia Lightning | 10 | 6 | 0 | 4 | 6  | 1  | 241 | 252 | -11  | 31  |
| 4    | Brython Thunder  | 10 | 3 | 0 | 7 | 4  | 1  | 154 | 402 | -248 | 17  |
| 5    | Édimbourg Rugby  | 10 | 2 | 0 | 8 | 5  | 2  | 225 | 392 | -167 | 15  |
| 6    | Glasgow Warriors | 10 | 1 | 1 | 8 | 3  | 1  | 182 | 362 | -180 | 10  |

|  | Vainqueur de la compétition |

### Résultats

#### 1rejournée
| 20 décembre 2024 | Édimbourg Rugby bo | 63 - 15 (34 - 10) | Glasgow Warriors                                                                                        | Hive Stadium, Édimbourg |
| 20 décembre 2024 | Essai(s) : 10 Walker (15e, 25e, 68e), Stewart (30e), Scott (34e), Bell (37e, 47e), Campbell (57e), Tawake (78e), Sutherland (80e+1) Transformation(s) : 5 MacRae (15e, 25e, 78e, 80e+1) Pénalité(s) : 1 MacRae | Rapport           | Essai(s) : 2 Phimister (4e), Foley (51e) Transformation(s) : 1 Martin (4e) Pénalité(s) : 1 Martin (13e) | Hive Stadium, Édimbourg |
| 20 décembre 2024 | | Rapport           | | Hive Stadium, Édimbourg |

| 21 décembre 2024 | Gwalia Lightning bo | 42 - 22 (21 - 5) | Brython Thunder bo | Ystrad Fawr, Ystrad Mynach env. 500 spectateurs |
| 21 décembre 2024 | Essai(s) : 6 P. Jones (11e), Richards (27e), M. Davies (38e), Hughes (43e), Terry (55e), Lewis (70e) Transformation(s) : 6 Hughes (11e, 27e, 38e, 43e, 55e, 70e) Carton(s) jaune(s) : 1 Greenwood (63e) | Rapport          | Essai(s) : 4 Gant (9e), Gill (60e), John (64e), Hing (68e) Transformation(s) : 1 Tromans (60e) Carton(s) jaune(s) : 1 Carr (34e) | Ystrad Fawr, Ystrad Mynach env. 500 spectateurs |
| 21 décembre 2024 | | Rapport          | | Ystrad Fawr, Ystrad Mynach env. 500 spectateurs |

| 22 décembre 2024 | Wolfhounds bo | 33 - 7 (14 - 7) | Clovers                                                                | Energia Park, Dublin |
| 22 décembre 2024 | Essai(s) : 5 Larn (4e), Djougang (14e), Higgins (43e), Burke (67e), Flood (72e) Transformation(s) : 4 O'Brien (4e, 14e, 43e, 67e) Carton(s) jaune(s) : King (20e) | Rapport         | Essai(s) : 1 de pénalité (20e) Transformation(s) : 1 de pénalité (20e) | Energia Park, Dublin |
| 22 décembre 2024 | | Rapport         |                                                                        | Energia Park, Dublin |

#### 2ejournée
| 28 décembre 2024 | Clovers bo | 31 - 10 (12 - 10) | Wolfhounds                                     | UCD Bowl (en), Dublin Arbitre : Sam Holt |
| 28 décembre 2024 | Essai(s) : 5 Kiripati (35e), Buttimer (40e, 57e), Neill (68e), Clarke (73e) Transformation(s) : 3 Fowley (35e, 57e, 73e) | Rapport           | Essai(s) : 2 Atagamen (5e), Elmes Kinlan (26e) | UCD Bowl (en), Dublin Arbitre : Sam Holt |
| 28 décembre 2024 | | Rapport           |                                                | UCD Bowl (en), Dublin Arbitre : Sam Holt |

| 28 décembre 2024 | Brython Thunder | 0 - 10 (0 - 3) | Gwalia Lightning                                                                             | Parc y Scarlets, Llanelli 600 spectateurs Arbitre : Amber Stamp-Dunstan |
| 28 décembre 2024 |                 | Rapport        | Essai(s) : 1 M. Davies (68e) Transformation(s) : 1 Hughes (68e) Pénalité(s) : 1 Hughes (15e) | Parc y Scarlets, Llanelli 600 spectateurs Arbitre : Amber Stamp-Dunstan |
| 28 décembre 2024 |                 | Rapport        |                                                                                              | Parc y Scarlets, Llanelli 600 spectateurs Arbitre : Amber Stamp-Dunstan |

| 15 février 2025 | Glasgow Warriors bo | 36 - 17 (19 - 12) | Édimbourg Rugby                                                                             | Scotstoun Stadium, Glasgow |
| 15 février 2025 | Essai(s) : 6 Bell (7e), McDonald (8e), Yeomans (24e), Evans (48e), Norval (67e), McNamara (74e) Transformation(s) : 3 McNamara (7e, 24e, 48e) | Rapport           | Essai(s) : 3 McRae (33e), Ronald (39e), Gunderson (80e+2) Transformation(s) : 1 McRae (33e) | Scotstoun Stadium, Glasgow |
| 15 février 2025 | | Rapport           |                                                                                             | Scotstoun Stadium, Glasgow |

#### 3ejournée
| 4 janvier 2025 | Clovers bo | 29 - 7 (17 - 0) | Gwalia Lightning                                              | Kingspan Stadium, Belfast Arbitre : Christopher Lough |
| 4 janvier 2025 | Essai(s) : 5 Lane (7e, 53e), McInerney (19e), Clarke (30e), Barrett (60e) Transformation(s) : 2 Fowley (7e), Finn (60e) | Rapport         | Essai(s) : 1 Reardon (50e) Transformation(s) : 1 Hughes (50e) | Kingspan Stadium, Belfast Arbitre : Christopher Lough |
| 4 janvier 2025 | | Rapport         |                                                               | Kingspan Stadium, Belfast Arbitre : Christopher Lough |

| 4 janvier 2025 | Édimbourg Rugby bo                                                                                  | 22 - 15 (17 - 0) | Brython Thunder bd                        | Hive Stadium, Édimbourg |
| 4 janvier 2025 | Essai(s) : 4 Taganekurukuru (20e), Walker (31e), Bell (36e, 73e) Transformation(s) : 1 MacRae (36e) | Rapport          | Essai(s) : 3 Lane (48e), Bluck (65e, 79e) | Hive Stadium, Édimbourg |
| 4 janvier 2025 | | Rapport          |                                           | Hive Stadium, Édimbourg |

| 4 janvier 2025 | Wolfhounds bo | 48 - 7 (36 - 0) | Glasgow Warriors                                               | Kingspan Stadium, Belfast Arbitre : Keane Davison |
| 4 janvier 2025 | Essai(s) : 8 Djougang (4e), Corrigan (14e, 29e, 48e), King (20e, 26e), O'Dowd (24e), Higgins (59e) Transformation(s) : 4 O'Brien (4e, 26e, 29e, 59e) | Rapport         | Essai(s) : 1 Tucker (56e) Transformation(s) : 1 McNamara (56e) | Kingspan Stadium, Belfast Arbitre : Keane Davison |
| 4 janvier 2025 | | Rapport         |                                                                | Kingspan Stadium, Belfast Arbitre : Keane Davison |

#### 4ejournée
| 11 janvier 2025 | Brython Thunder | 0 - 48 (0 - 31) | Wolfhounds bo | Parc y Scarlets, Llanelli Arbitre : Jack Davies |
| 11 janvier 2025 |                 | Rapport         | Essai(s) : 8 Clenaghan (3e), Boyne (11e), Larn (15e), Higgins (35e), Dalton (40e+1), Heffernan (50e), Boles (66e), Roberts (78e) Transformation(s) : 4 O'Brien (3e, 15e, 35e), Flood (66e) | Parc y Scarlets, Llanelli Arbitre : Jack Davies |
| 11 janvier 2025 |                 | Rapport         | | Parc y Scarlets, Llanelli Arbitre : Jack Davies |

| 11 janvier 2025 | Clovers bo | 40 - 19 (21 - 5) | Édimbourg Rugby                                                                                | Musgrave Park, Cork Arbitre : Shane Tuohy |
| 11 janvier 2025 | Essai(s) : 6 Costigan (2e), Buttimer (26e), Nic a Bháird (37e), Breen (57e), Adams-Verling (62e), Ugwueru (67e) Transformation(s) : 5 Fowley (2e, 26e, 37e, 62e), Finn (67e) | Rapport          | Essai(s) : 3 Walker (7e), Walter (76e), Bell (80e+1) Transformation(s) : 2 MacRae (76e, 80e+1) | Musgrave Park, Cork Arbitre : Shane Tuohy |
| 11 janvier 2025 | | Rapport          |                                                                                                | Musgrave Park, Cork Arbitre : Shane Tuohy |

| 12 janvier 2025 | Gwalia Lightning bo                                                                                                  | 31 - 26 (7 - 19) | Glasgow Warriors bo, bd                                                                                      | Ystrad Fawr, Ystrad Mynach Arbitre : Cai Lewis |
| 12 janvier 2025 | Essai(s) : 5 Parry (3e), Pyrs (54e), Greenway (66e, 69e), King (80e+1) Transformation(s) : 3 Hughes (3e, 69e, 80e+1) | Rapport          | Essai(s) : 4 McNamara (16e, 63e), Bell (28e), Phimister (30e) Transformation(s) : 3 McNamara (28e, 30e, 63e) | Ystrad Fawr, Ystrad Mynach Arbitre : Cai Lewis |
| 12 janvier 2025 | | Rapport          | | Ystrad Fawr, Ystrad Mynach Arbitre : Cai Lewis |

#### 5ejournée
| 18 janvier 2025 | Wolfhounds bo | 57 - 5 (26 - 0) | Brython Thunder           | Energia Park, Dublin Arbitre : Oisin Quinn |
| 18 janvier 2025 | Essai(s) : 9 Dalton (4e, 42e, 71e), Doyle (10e, 21e, 33e, 48e), Burke (59e), Tarpey (61e) Transformation(s) : 6 O'Brien (4e, 10e, 33e, 42e, 61e, 71e) | Rapport         | Essai(s) : 1 Healan (80e) | Energia Park, Dublin Arbitre : Oisin Quinn |
| 18 janvier 2025 | | Rapport         |                           | Energia Park, Dublin Arbitre : Oisin Quinn |

|  | Glasgow Warriors | 0 - 0 (annulé) | Clovers |  |
|  | Rapport          |                |         |  |
|  |                  |                |         |  |

| 26 janvier 2025 | Édimbourg Rugby bo, bd                                                      | 27 - 29 | Gwalia Lightning bo                                                                           | Hive Stadium, Édimbourg Arbitre : Chelsea Gillespie |
| 26 janvier 2025 | Essai(s) : 5 Campbell, Walker (2), Ronald, Bell Transformation(s) : 1 Scott | Rapport | Essai(s) : 4 Terry, Wakely, Hopkins, Pyrs Transformation(s) : 3 Hughes Pénalité(s) : 1 Hughes | Hive Stadium, Édimbourg Arbitre : Chelsea Gillespie |
| 26 janvier 2025 |                                                                             | Rapport |                                                                                               | Hive Stadium, Édimbourg Arbitre : Chelsea Gillespie |

#### 6ejournée
| 1er février 2025 | Glasgow Warriors | 21 - 64 (7 - 26) | Wolfhounds bo | Scotstoun Stadium, Glasgow Arbitre : David Sutherland |
| 1er février 2025 | Essai(s) : 3 McNamara (14e), Ainsworth (50e), Coubrough (67e) Transformation(s) : 3 McDonald (14e), Ainsworth (50e, 67e) | Rapport          | Essai(s) : 10 Tarpey (17e), Higgins (23e, 45e, 62e), Wafer (30e), Djougang (36e), Hogan (43e), King (54e), Corrigan (73e), Whelan (79e) Transformation(s) : 7 O'Brien (17e, 23e, 30e, 43e, 45e, 54e, 62e) | Scotstoun Stadium, Glasgow Arbitre : David Sutherland |
| 1er février 2025 | | Rapport          | | Scotstoun Stadium, Glasgow Arbitre : David Sutherland |

| 1er février 2025 | Clovers bo | 58 - 0 (34 - 0) | Brython Thunder | Kingspan Stadium, Belfast Arbitre : Peter Martin |
| 1er février 2025 | Essai(s) : 10 Clohessy (3e, 19e, 35e), McGann (6e, 69e), Barrett (23e, 50e), Costigan (38e, 80e+2), Ugwueru (42e) Transformation(s) : 4 Fowley (6e, 19e, 50e, 80e+2) | Rapport         |                 | Kingspan Stadium, Belfast Arbitre : Peter Martin |
| 1er février 2025 | | Rapport         |                 | Kingspan Stadium, Belfast Arbitre : Peter Martin |

| 1er février 2025 | Gwalia Lightning bo                                                                                                 | 26 - 5 (7 - 5) | Édimbourg Rugby          | Ystrad Fawr, Ystrad Mynach Arbitre : Max Clements |
| 1er février 2025 | Essai(s) : 4 Jones (9e), King (43e), Lewis (55e), Greenway (75e) Transformation(s) : 3 Hughe (9e), Jones (43e, 55e) | Rapport        | Essai(s) : 1 Walker (6e) | Ystrad Fawr, Ystrad Mynach Arbitre : Max Clements |
| 1er février 2025 | | Rapport        |                          | Ystrad Fawr, Ystrad Mynach Arbitre : Max Clements |

#### 7ejournée
| 8 février 2025 | Brython Thunder bo | 38 - 32 | Édimbourg Rugby bo, bd | Parc y Scarlets, Llanelli Arbitre : Amber Stamp |
| 8 février 2025 | Essai(s) : 6 Singleton (19e, 39e), Davies (28e), Gant (64e), Bluck (78e, 80e) Transformation(s) : 3 Marshall (28e, 39e), Tromans (78e) | Rapport | Essai(s) : 5 Walker (3e), McMahon (23e), Scott (31e), Conchie (69e), Gunderson (75e) Transformation(s) : 2 Ramsay (23e), McRae (31e) Pénalité(s) : 1 McRae (47e) | Parc y Scarlets, Llanelli Arbitre : Amber Stamp |
| 8 février 2025 | | Rapport | | Parc y Scarlets, Llanelli Arbitre : Amber Stamp |

| 9 février 2025 | Wolfhounds                                                                                               | 21 - 15 (14 - 8) | Gwalia Lightning bd                                                                                      | Musgrave Park, Cork Arbitre : Paudie Sheehan |
| 9 février 2025 | Essai(s) : 3 Whelan (24e), Clenaghan (35e), Corrigan (52e) Transformation(s) : 3 O'Brien (24e, 35e, 52e) | Rapport          | Essai(s) : 2 Hesketh (31e), Davies (72e) Transformation(s) : 1 Hughes (72e) Pénalité(s) : 1 Hughes (28e) | Musgrave Park, Cork Arbitre : Paudie Sheehan |
| 9 février 2025 | | Rapport          | | Musgrave Park, Cork Arbitre : Paudie Sheehan |

| 9 février 2025 | Clovers bo | 41 - 19 (31 - 5) | Glasgow Warriors | Musgrave Park, Cork Arbitre : Tomas O'Sullivan |
| 9 février 2025 | Essai(s) : 7 McGann (6e), Costigan (8e, 66e), Lane (23e), Nic a Bháird (31e, 42e), Deely (34e) Transformation(s) : 3 Fowley (8e, 23e, 34e) | Rapport          | Essai(s) : 3 Fraser (38e), Bogan (49e), McNamara (70e) Transformation(s) : 2 McNamara (49e, 70e) Carton(s) jaune(s) : 1 Yeomans (30e) | Musgrave Park, Cork Arbitre : Tomas O'Sullivan |
| 9 février 2025 | | Rapport          | | Musgrave Park, Cork Arbitre : Tomas O'Sullivan |

#### 8ejournée
| 22 février 2025 | Brython Thunder                                                                                      | 7 - 94 (0 - 51) | Clovers bo | Parc y Scarlets, Llanelli Arbitre : Jess Kavanagh |
| 22 février 2025 | Essai(s) : 1 Jones (65e) Transformation(s) : 1 Marshall (65e) Carton(s) jaune(s) : 1 Singleton (22e) | Rapport         | Essai(s) : 16 Oviawe (1re, 80e+2), Neill (5e), Burke (8e), Costigan (13e, 67e), Gavin (16e, 54e), Lane (20e), de pénalité (22e), Heylmann (26e), McGann (30e, 78e), Crowe (43e), Moran (60e), Buttimer (71e) Transformation(s) : 7 Finn (1re, 8e), de pénalité (22e), Fowley (60e, 67e, 78e, 80e+2) | Parc y Scarlets, Llanelli Arbitre : Jess Kavanagh |
| 22 février 2025 | | Rapport         | | Parc y Scarlets, Llanelli Arbitre : Jess Kavanagh |

| 22 février 2025 | Glasgow Warriors                                                                                   | 19 - 31 (0 - 12) | Gwalia Lightning bo | Scotstoun Stadium, Glasgow Arbitre : Ciaran Stark |
| 22 février 2025 | Essai(s) : 3 Yeomans (50e), McNamara (54e), Zameer (69e) Transformation(s) : 2 McNamara (50e, 69e) | Rapport          | Essai(s) : 5 S. Jones (6e), Hopkins (15e), Anderson-Thomas (43e), Webster (74e), Terry (80e+2) Transformation(s) : 3 Hughes (15e, 74e, 80e+2) | Scotstoun Stadium, Glasgow Arbitre : Ciaran Stark |
| 22 février 2025 | | Rapport          | | Scotstoun Stadium, Glasgow Arbitre : Ciaran Stark |

| 22 février 2025 | Édimbourg Rugby bo                                                                                  | 22 - 31 (5 - 31) | Wolfhounds bo | Hive Stadium, Édimbourg Arbitre : Samuel O'Neil |
| 22 février 2025 | Essai(s) : 4 Bell (15e), Ronald (53e), Clarke (60e), Walker (79e) Transformation(s) : 1 Scott (60e) | Rapport          | Essai(s) : 5 Boles (3e), King (9e), Hogan (28e), Djougang (36e), Larn (39e) Transformation(s) : 3 O'Sullivan-Sexton (9e), Farrell McCabe (36e, 39e) Carton(s) jaune(s) : 1 Ní Chonchobhair (78e) | Hive Stadium, Édimbourg Arbitre : Samuel O'Neil |
| 22 février 2025 | | Rapport          | | Hive Stadium, Édimbourg Arbitre : Samuel O'Neil |

#### 9ejournée
| 1er mars 2025 | Gwalia Lightning | 17 - 48 (0 - 41) | Wolfhounds bo | Ystrad Fawr, Ystrad Mynach Arbitre : Will Goodwin |
| 1er mars 2025 | Essai(s) : 3 Parry (53e), King (62e), Lewis (67e) Transformation(s) : 1 Hughes (62e) Carton(s) jaune(s) : A. Pyrs (40e) | Rapport          | Essai(s) : 8 Boles (5e, 33e, 40e+3), Tarpey (7e), Elmes Kinlan (15e, 47e), Higgins (26e), Corrigan (38e) Transformation(s) : 4 O’Brien (7e, 33e, 40e+3, 47e) | Ystrad Fawr, Ystrad Mynach Arbitre : Will Goodwin |
| 1er mars 2025 | | Rapport          | | Ystrad Fawr, Ystrad Mynach Arbitre : Will Goodwin |

| 1er mars 2025 | Édimbourg Rugby | 18 - 60 (8 - 36) | Clovers bo | Hive Stadium, Édimbourg Arbitre : Daniel Evans |
| 1er mars 2025 | Essai(s) : 3 Walker (25e), Ramsay (69e), Chicot (80e) Pénalité(s) : 1 Scott (4e) Carton(s) jaune(s) : 1 Clarke (13e) | Rapport          | Essai(s) : 10 Lane (2e, 21e), Costigan (7e), Bailey (14e), McGann (33e, 39e, 76e), Breen (44e), Adams Verling (56e), Crowe (63e) Transformation(s) : 5 Fowley (2e, 14e, 39e, 44e), Finn (76e) | Hive Stadium, Édimbourg Arbitre : Daniel Evans |
| 1er mars 2025 | | Rapport          | | Hive Stadium, Édimbourg Arbitre : Daniel Evans |

| 1er mars 2025 | Glasgow Warriors                                                                            | 17 - 33 (7 - 21) | Brython Thunder bo | Scotstoun Stadium, Glasgow Arbitre : David Young |
| 1er mars 2025 | Essai(s) : 3 McNamara (35e), Evans (51e), Fraser (77e) Transformation(s) : 1 McNamara (35e) | Rapport          | Essai(s) : 5 Crabb (16e, 23e, 80e+2), Tromans (39e), Carr (71e) Transformation(s) : 4 Terry (16e, 23e), Marshall (39e, 80e+2) | Scotstoun Stadium, Glasgow Arbitre : David Young |
| 1er mars 2025 |                                                                                             | Rapport          | | Scotstoun Stadium, Glasgow Arbitre : David Young |

#### 10ejournée
| 8 mars 2025 | Gwalia Lightning bo | 33 - 55 (12 - 36) | Clovers bo | Ystrad Fawr, Ystrad Mynach Arbitre : Jess Kavanagh |
| 8 mars 2025 | Essai(s) : 5 Hopkins (11e), Lewis (25e), Webster (45e), A. Pyrs (51e), Bell (81e) Transformation(s) : 4 Hughes (11e, 45e, 51e, 81e) | Rapport           | Essai(s) : 9 Barrett (3e), Nic a Bháird (14e, 33e), Oviawe (18e), Reilly (23e), Buttimer (40e), McGann (53e), Adams Verling (62e), Breen (68e) Transformation(s) : 5 Fowley (3e, 18e, 33e), Finn (53e, 68e) | Ystrad Fawr, Ystrad Mynach Arbitre : Jess Kavanagh |
| 8 mars 2025 | | Rapport           | | Ystrad Fawr, Ystrad Mynach Arbitre : Jess Kavanagh |

| 8 mars 2025 | Wolfhounds bo | 102 - 0 (50 - 0) | Édimbourg Rugby                     | Energia Park, Dublin Arbitre : Paul O'Connor |
| 8 mars 2025 | Essai(s) : 16 Atagamen (2e), Scuffil-McCabe (6e), Elmes Kinlan (12e), Larn (14e), Tarpey (17e, 49e, 52e), de pénalité (23e), Clenaghan (29e), Djougang (36e), Dalton (42e), Corrigan (46e, 67e, 71e), Boles (60e), Farrell McCabe (73e) Transformation(s) : 11 O'Brien (6e, 12e, 29e, 36e, 42e, 49e), de pénalité (23e), Farrell-McCabe (60e, 67e, 71e, 73e) Carton(s) jaune(s) : Wafer (78e) | Rapport          | Carton(s) jaune(s) : 1 Clarke (23e) | Energia Park, Dublin Arbitre : Paul O'Connor |
| 8 mars 2025 | | Rapport          |                                     | Energia Park, Dublin Arbitre : Paul O'Connor |

| 9 mars 2025 | Brython Thunder bo                                                               | 34 - 22 (24 - 17) | Glasgow Warriors bo                                                          | Parc y Scarlets, Llanelli |
| 9 mars 2025 | Essai(s) : 6 Hing, Bluck, Healan, Lane (2), Jones Transformation(s) : 2 Marshall | Rapport           | Essai(s) : 4 Flynn, Norval, Fletcher, Proctor Transformation(s) : 1 McNamara | Parc y Scarlets, Llanelli |
| 9 mars 2025 |                                                                                  | Rapport           |                                                                              | Parc y Scarlets, Llanelli |

## Statistiques
- Si vous ne connaissez pas le sujet, laissez ce bandeau (vous pouvez alors contacter les auteurs).
- Si vous supprimez le contenu mis en cause (vous pouvez préalablement contacter les auteurs),

argumentez précisément cette suppression dans la page de discussion
(un manque de référence n'est pas un argument ; une recherche réelle de référence doit avoir été effectuée, être formellement documentée).

### Meilleures réalisatrices
| Rang | Joueuse        | Équipe           | Points |
| ---- | -------------- | ---------------- | ------ |
| 1    | Dannah O'Brien | Wolfhounds       | 74     |
| 2    | Carys Hughes   | Gwalia Lightning | 62     |
| 3    | Briar McNamara | Glasgow Warriors | 61     |
| 4    | Nicole Fowley  | Clovers          | 56     |
| 5    | Hannah Walker  | Édimbourg Rugby  | 55     |

### Meilleures marqueuses
| Rang | Joueuse             | Équipe           | Essais |
| ---- | ------------------- | ---------------- | ------ |
| 1    | Hannah Walker       | Édimbourg Rugby  | 11     |
| 2    | Anna McGann         | Clovers          | 9      |
| 3    | Katie Corrigan      | Wolfhounds       | 8      |
| 3    | Amee-Leigh Costigan | Clovers          | 8      |
| 5    | Cieron Bell         | Édimbourg Rugby  | 7      |
| 5    | Eve Higgins         | Wolfhounds       | 7      |
| 5    | Briar McNamara      | Glasgow Warriors | 7      |